# Vitunj
Vitunj – wieś w Chorwacji, w żupanii karlowackiej, w mieście Ogulin. W 2011 roku liczyła 98 mieszkańców.